# 咬住 (平章政事)
咬住（?—?），元朝大臣，元顺帝时中书平章政事。
咬住开始担任四川行省平章政事。1352年閏三月壬午，以大理宣慰使答失八都魯担任四川行省添設參知政事，撥本部探馬赤軍三千，跟随四川行省平章政事咬住討伐山南、湖廣等處红巾军。元顺帝命四川行省平章政事咬住率兵東討荊襄红巾军，克復忠州、萬州、夔州、雲陽州等州。四月，咬住克復歸州，進攻峽州，與峽州总管趙余禠大破红巾兵，誅红巾军將李太素等，平峽州。五月己卯，咬住率兵克復中興路（江陵），答失八都魯請自攻襄陽。九月乙亥，俞君正再次攻下中興路，咬住領兵在樓臺作戰，戰敗，逃奔松滋。癸未，中興人范忠和荊門僧人李智率義兵收復中興路，俞君正敗走，龍鎮衛指揮使俺都剌哈蠻領兵入城，咬住从松滋回来，在石馬屯兵。
1353年八月，左遷平章政事咬住為淮西元帥，供給烏撒軍，進討蘄州、黃州。1355年五月，元顺帝命淮南行省平章政事咬住、淮東廉訪使王也先迭兒宣撫高郵。六月，以湖廣行省平章政事咬住為总兵官，領本省軍馬并江州楊完者、黃州李勝等軍，守禦湖廣。1360年正月己丑朔，御史大夫老的沙、御史中丞咬住上奏：「今後各處從宜行事官員，毋得陰挾私讎，明為舉索，輒將風憲官吏擅自遷除，侵擾行事，沮壞臺綱。」1363年，咬住入朝担任中书省平章政事。